# Griseosphinx
Griseosphinx là một chi bướm đêm thuộc họ Sphingidae.

## Các loài
- Griseosphinx marchandi - Cadiou 1996
- Griseosphinx preechari - Cadiou & Kitching 1990